# Thamnobryum
Thamnobryum là một chi rêu trong họ Neckeraceae.